# Юань Баоцзюй
Юань Баоцзюй (кит.: 元寶炬; піньїнь: Yuan Baoju; 507-551) — засновник і перший імператор Західної Вей з Північних династій.

## Життєпис
Був сином Юань Юя, сина імператора Сяо Вень-ді. 534 року Юань Баоцзюй разом зі своїм двоюрідним братом імператором Сяо У, через заколот проти останнього, був змушений тікати зі столиці Північної Вей, міста Лоян, до Чанані.
Однак уже в Чанані 535 року імператор Сяо У був убитий, а Юань Баоцзюй був проголошений імператором новоствореної держави — Західної Вей. Реальна влада за його правління зосереджувалась у руках генерала Юйвень Тая.
Майже весь період його правління позначився боротьбою зі Східною Вей за території.
Помер 551 року, після чого престол успадкував його син Юань Цінь.

## Девіз правління
- Датун (大統) 535—551